# Amerikai uhu
Az amerikai uhu (Bubo virginianus) a madarak osztályának bagolyalakúak (Strigiformes) rendjébe és a bagolyfélék (Strigidae) családjába tartozó faj.

## Rendszerezése
A fajt Johann Friedrich Gmelin német természettudós  írta le 1806-ban, a Strix  nembe Strix virginiana néven.

## Alfajai
- virginiai uhu (Bubo virginianus virginianus) – Észak-Amerika keleti része
- Bubo virginianus subarcticus - Észak-Amerika északi részén honos, elsősorban Kanada Brit Columbia tartományában. Legdélebbre az Egyesült Államok Montana és Észak-Dakota államaiban él.

A következő négy alfajt is gyakran ebbe az alfajba olvasztják be.
- Bubo virginianus occidentalis
- Bubo virginianus scalariventris
- Bubo virginianus wapacuthu
- Bubo virginianus scotinus
- Bubo virginianus heterocnemis - Kanada keleti tartományaiban (Québec, Új-fundland és Labrador) és az egyesült Államok Ontario államában honos.
- Bubo virginianus lagophonus - Alaszka belső területeitől délre Brit-Columbia déli részééig és Oregon északi területéig honos.
- nyugati amerikai uhu (Bubo virginianus saturatus) – Észak-Amerika nyugati része, Alaszkától Kaliforniáig
- csendes-óceán parti amerikai uhu (Bubo virginianus pacificus) – USA délnyugati része és a Kaliforniai-félsziget
- Baja California uhu (Bubo virginianus elachistus) – a Kaliforniai-félsziget déli része
- fakó amerikai uhu (Bubo virginianus pallescens) – Kalifornia délkeleti része, Arizona és Mexikó északi része
- yucatáni uhu (Bubo virginianus mayensis) – Yucatán-félsziget
- közép-amerikai uhu (Bubo virginianus mesembrinus) - a Mexikóban található Tehuantepec-szorostól délre egészen Panama nyugati területéig él. Végig előfordul a közép-amerikai földhíd teljes vonalán.
- kolumbiai uhu (Bubo virginianus colombianus) – Kolumbia
- sötét amerikai uhu (Bubo virginianus nigrescens) – az Andok hegységben él Kolumbia és Ecuador területén , valamint egy kis populációja van Peru északnyugati részén is.
- Bubo virginianus nacurutu - foltban, elszórt populációi élnek szerte Dél-Amerikában, Kolumbia keleti részétől Brazília északnyugati részéig, valamint az Amazonas-medencétől délre, Bolívia, Brazília területén és Argentína északi részén. A következő három alfajt is gyakran ebbe az alfajba olvasztják be.
- Bubo virginianus algistus
- Bubo virginianus deserti
- Bubo virginianus elutus

## Előfordulása
Északi részt kivéve, egész Észak-Amerikában, Közép- és Dél-Amerikában területén honos. Természetes élőhelyei a tűlevelű erdők, szubtrópusi és trópusi síkvidéki és hegyi esőerdők, mangroveerdők, mocsári erdők, száraz erdők, sivatagok, szavannák és cserjések, valamint szántóföldek és városias régiók. Vonuló faj.

## Megjelenése
Testhossza 51–60 centiméter, szárnyfesztávolsága 134–152 centiméter, testtömege 1000–1500 gramm. Tollfülei jól láthatók, szemei nagyok, jól lát a sötétben. Lábai tollasak, hogy a zsákmánya ne tudjon sérülést okozni. Szárnyai nem érnek a farka végéig.
|  |  |

## Életmódja
Éjjeli ragadozó, nappal pihen. Madarakon és kisebb emlősökön kívül hüllőket, halakat és rovarokat is zsákmányul ejt. Mivel szemeit nem tudja forgatni, a fejét fordítja a hang irányába. Fülei nem azonos magasságban vannak, ezért a hangok időkéséssel érkeznek, a távolságot így jobban meg tudja határozni.

## Szaporodása
Ragadozó madarak elhagyott fészkében, odúban, vagy a talajon fészkel. Fészekalja 2-8 tojásból áll, melyen 28 napig kotlik.
|  |

## Természetvédelmi helyzete
Az elterjedési területe rendkívül nagy, egyedszáma pedig stabil. A Természetvédelmi Világszövetség Vörös listáján nem fenyegetett fajként szerepel.

## Forrás
- Birding.hu - magyar neve